# TLC: Tables, Ladders & Chairs (2013)
TLC: Tables, Ladders & Chairs (2013) foi um evento em pay-per-view de luta profissional produzido pela WWE, que ocorreu em 15 de dezembro de 2013, no Toyota Center em Houston, Texas. Foi o quinto evento da cronologia do TLC: Tables, Ladders & Chairs e o décimo segundo e último pay-per-view de 2013 no calendário da WWE.
Diferentemente dos anos anteriores, onde a maioria das estipulações dos combates envolviam mesas, escadas e cadeiras, desta vez apenas o evento principal envolveu esses objetos. Nele, Randy Orton, campeão da WWE, derrotou John Cena, então campeão mundial dos pesos-pesados em uma luta Tables, Ladders, and Chairs para unificar ambos os títulos, criando assim o Campeonato Mundial dos Pesos-Pesados da WWE. Também foi destaque a vitória de CM Punk sobre a The Shield (Dean Ambrose, Seth Rollins e Roman Reigns) em uma luta 3-contra-1, da mesma forma que a derrota de Daniel Bryan para The Wyatt Family (Bray Wyatt, Erick Rowan e Luke Harper) em outro combate 3-contra-1.

## Antes do evento
TLC: Tables, Ladders & Chairs (2013) teve lutas de wrestling profissional de diferentes lutadores com rivalidades e histórias pré-determinadas que se desenvolveram no Raw, SmackDown e Main Event — programas de televisão da WWE, tal como nos programas transmitidos pela internet - Superstars e NXT. Os lutadores interpretaram um vilão ou um mocinho seguindo uma série de eventos para gerar tensão, culminando em várias lutas.
A rivalidade principal criada para o evento foi entre o campeão mundial dos pesos-pesados John Cena e o campeão da WWE Randy Orton, para decidir que é o verdadeiro "face da WWE". No Hell in a Cell, em 27 de outubro, Cena derrotou Alberto Del Rio para conquistar seu título, assim como Orton, que derrotou Daniel Bryan. Depois de Orton derrotar Big Show no Survivor Series, em 24 de novembro, graças a distração feita pela The Authority (Triple H, Stephanie McMahon e Kane), John Cena interrompeu a celebração de Orton. No Raw da noite seguinte, Triple H anunciou que Orton e Cena se enfrentariam no TLC em uma luta Tables, Ladders, and Chairs com ambos títulos sendo disputados.
Desde outubro, CM Punk e Daniel Bryan veem sendo atacados pela estranha The Wyatt Family (Bray Wyatt, Erick Rowan e Luke Harper), o que levou a uma luta de duplas no Survivor Series com Punk e Bryan indo contra - e vencendo - Harper e Rowan. Na noite seguinte, durante o Raw, Daniel Bryan foi abduzido (na história), enquanto Punk foi emboscado por The Shield, outra notória facção de três homens composta por Dean Ambrose, Seth Rollins e Roman Reigns. No episódio do Raw de 2 de dezembro, Punk tentou saber qual a razão do ataque, se questionando a Triple H, acreditando que ele chamou Punk para retirar seus comentários contra The Authority. Depois dessas alegações serem repreendidas por Stephanie McMahon, o Diretor de Operações da WWE (na história), Kane, também veio apoiar The Authority, e depois de ser insultado por Punk, anunciou uma luta 3-contra-1 para o evento com CM Punk enfrentando Dean Ambrose, Seth Rollins e Roman Reigns. Também na mesma noite, depois de vencer Erick Rowan, Bryan também foi colocado em uma luta 3-contra-1 por Kane para enfrentar os três membros da Wyatt Family no pay-per-view.
Outra luta valendo um título que ocorrerá no evento é entre AJ Lee defendendo seu Divas Championship contra Natalya. No Survivor Series, Natalya foi a "sobrevivente", após fazer AJ desistir em uma luta de septetos de eliminação entre as "verdadeiras divas" e as "Total Divas". No Raw de 2 de dezembro, Natalya derrotou AJ Lee para assegurar a vitória para o seu time em uma luta de sextetos de divas. Depois dessas vitórias em lutas sem o título em jogo, Natalya foi oficialmente anunciada como desafiante de AJ Lee pelo Divas Championship no evento.
Também no Raw de 2 de dezembro, Damien Sandow derrotou Dolph Ziggler para conquistar o direito de enfrentar Big E Langston pelo Intercontinental Championship no TLC.
Durante os meses de novembro e dezembro, os campeões de duplas da WWE Cody Rhodes e Goldust foram derrotados pelas equipes de Curtis Axel e Ryback e The Real Americans (Jack Swagger e Antonio Cesaro). No SmackDown de 13 de outubro, foi anunciado que Rhodes e Goldust defenderiram seus títulos contra Axel e Ryback, Real Americans e Big Show e Rey Mysterio em uma luta fatal 4-way de duplas durante o TLC.
No Raw de 9 de dezembro, foi anunciado o confronto entre Dolph Ziggler e Fandango marcado para o pontapé inicial do TLC.

## Evento
| Papel:                       | Nome:            |
| ---------------------------- | ---------------- |
| Comentaristas                |                  |
| Michael Cole                 |                  |
| Jerry "The King" Lawler      |                  |
| John "Bradshaw" Layfield     |                  |
| Carlos Cabrera (Espanhol)    |                  |
| Marcelo Rodríguez (Espanhol) |                  |
| Ricardo Rodriguez (Espanhol) |                  |
| Painel de discussão          |                  |
| Josh Mathews                 |                  |
| Mick Foley                   |                  |
| Booker T                     |                  |
| The Miz                      |                  |
| Renee Young (Mídias sociais) |                  |
| Locutores                    | Justin Roberts   |
| Locutores                    | Lilian Garcia    |
| Árbitros                     | Scott Armstrong  |
| Árbitros                     | Chad Patton      |
| Árbitros                     | John Cone        |
| Árbitros                     | Charles Robinson |
| Árbitros                     | Mike Chioda      |
| Árbitros                     | Rod Zapata       |

### Pontapé inicial
Momentos antes da luta entre Dolph Ziggler e Fandango, Kofi Kingston foi a área do painel de discussão e começou a brigar com The Miz. Mick Foley e Booker T os separaram e então foi anunciada uma luta sem desqualificações entre Miz e Kofi durante o TLC. No combate entre Ziggler e Fandango, Summer Rae distraiu o primeiro, permitindo que Fandango aplicasse um Diving Leg Drop em Ziggler, conseguindo o pinfall.

### Lutas preliminares
Na primeira luta da noite, CM Punk confrontou a The Shield (Dean Ambrose, Seth Rollins e Roman Reigns) em uma luta 3-contra-1. Em determinado ponto da luta, Reigns tentou aplicar um Spear em Punk, mas este desviou e Reigns acertou a mesa dos comentaristas. A luta acabou quando mais uma vez Reigns tentou aplicar um Spear em Punk e ele novamente desviou, mas desta vez acertando Ambrose. Punk jogou Reigns para fora do ringue e realizou o pinfall com sucesso em Ambrose.
Na segunda luta, AJ Lee defendeu o Divas Championship contra Natalya. A luta acabou quando AJ reverteu uma tentativa de um Sharpshooter de Natalya em um "small package", conseguindo realizar a contagem de três, mantendo o título.
Na luta seguinte, Big E Langston defendeu o Intercontinental Championship contra Damien Sandow. Langston conseguiu a vitória após aplicar um Big Ending em Sandow, conseguindo realizar o pinfall com sucesso.
Na quarta luta da noite, Cody Rhodes e Goldust enfrentaram Ryback e Curtis Axel, The Real Americans (Jack Swagger e Antonio Cesaro) e Rey Mysterio e Big Show em uma luta fatal 4-way de eliminação pelo WWE Tag Team Championship. Goldust eliminou Ryback após ele reverter um Powerbomb de Ryback; Big Show eliminou Cesaro após lhe aplicar um KO Punch e Cody Rhodes eliminou Mysterio após aplicar um Cross Rhodes, mantendo assim o título de duplas.

### Lutas principais
Na quinta luta da noite, R-Truth enfrentou Brodus Clay. Durante o combate, após Tensai discutir com Clay sobre o modo como este estava a lutar, ele, Cameron e Naomi o abandonaram. Na sequência, Truth conseguiu realizar um "roll-up" em Clay, conseguindo realizar a contagem de três.
A luta a seguir foi um combate sem desqualificações entre The Miz e Kofi Kingston. Mesmo após lesionar o joelho esquerdo, Kingston conseguiu aplicar um Trouble in Paradise em Miz após este acertar a cabeça em um esticador descoberto, conseguindo assim o pinfall com sucesso.
Na penúltima luta da noite, Daniel Bryan  enfrentou a The Wyatt Family (Bray Wyatt, Erick Rowan e Luke Harper) em um combate 3-contra-1. A Wyatt Family conseguiu a vitória após Bray Wyatt reverter um Yes! Lock de Bryan em um Sister Abigail, conseguindo realizar a contagem com sucesso.
No evento principal, o WWE Championship de Randy Orton e o World Heavyweight Championship de John Cena estavam em jogo em uma Luta Tables, Ladders, and Chairs para unificar os títulos, com o vencedor sendo coroado como o novo campeão mundial dos pesos-pesados da WWE. Em determinado ponto, Orton tentou aplicar um Punt Kick em Cena, mas este reverteu o movimento em um Attitude Adjustment, jogando Orton sobre a mesa dos comentaristas espanhóis. No fim do combate, Orton algemou Cena às cordas do ringue. Enquanto Orton subia a escada para pegar os títulos, Cena conseguiu arrancar as cordas e tentou evitar a vitória de Orton, mas ele acabou sendo derrubado em cima de uma mesa. Orton então foi capaz de recuperar os títulos, se tornando no primeiro campeão mundial dos pesos-pesados da WWE. Após a luta, Triple H, Stephanie McMahon e Mr. McMahon foram ao ringue para parabenizar Orton pela vitória.

## Resultados
| Nº                                          | Resultados | Estipulações | Tempo |
| ------------------------------------------- | --- | --- | ----- |
| Pré- show                                   | Fandango (com Summer Rae) derrotou Dolph Ziggler | Luta individual | 4:21  |
| 1                                           | CM Punk derrotou The Shield (Dean Ambrose, Seth Rollins e Roman Reigns) | Luta 3-contra-1 | 13:42 |
| 2                                           | AJ Lee (c) (com Tamina Snuka) derrotou Natalya | Luta individual pelo Divas Championship | 6:35  |
| 3                                           | Big E Langston (c) derrotou Damien Sandow | Luta individual pelo Intercontinental Championship                                                                                         | 6:28  |
| 4                                           | Cody Rhodes e Goldust (c) derrotaram Rey Mysterio e Big Show, Ryback e Curtis Axel e The Real Americans (Jack Swagger e Antonio Cesaro) (com Zeb Colter) - Cody Rhodes e Goldust eliminaram Ryback e Curtis Axel (6:11) - Big Show e Rey Mysterio eliminaram Antonio Cesaro e Jack Swagger (14:40) - Cody Rhodes e Goldust eliminaram Big Show e Rey Mysterio (21:05) | Luta Fatal 4-Way de eliminação pelo WWE Tag Team Championship                                                                              | 21:05 |
| 5                                           | R-Truth (com Xavier Woods) derrotou Brodus Clay (com Tensai, Cameron e Naomi) | Luta individual | 6:02  |
| 6                                           | Kofi Kingston derrotou The Miz | Luta sem desqualificações | 8:02  |
| 7                                           | The Wyatt Family (Bray Wyatt, Erick Rowan e Luke Harper) derrotou Daniel Bryan | Luta 3-contra-1 | 12:24 |
| 8                                           | Randy Orton (campeão da WWE) derrotou John Cena (campeão mundial dos pesos-pesados) | Luta Tables, Ladders, and Chairs para unificar o WWE Championship e o World Heavyweight Championship no WWE World Heavyweight Championship | 24:26 |
| (c) – Refere-se aos campeões antes da luta. | | |       |